# Jacob d’Ancône
 (août 2021).
Jacob d'Ancône est le nom donné à l'auteur supposé d'un récit de voyage, édité en anglais à Londres en 1997 sous le titre The City of Light par David Selbourne. Ce récit aurait été écrit au XIIIe siècle par un marchand juif, en italien ; c'est le compte rendu d'une expédition commerciale au cours de laquelle il atteint la Chine en 1271, quatre ans avant Marco Polo, et séjourne à Zaïtoun (la ville de Quanzhou), un comptoir commercial. Le récit contient des débats politiques sur l'avenir de cette ville où il a des échanges économiques avec l'aide d'un traducteur d'ascendance italienne et chinoise.
Des doutes sur l'authenticité du texte ont été très vite soulevés.

## Doutes et controverses
En 1997, l'éditeur anglais Little, Brown and Company s'apprêtait à publier The City of Light aux États-Unis, lorsqu'il prend connaissance de l'article publié par Jonathan Spence, professeur d'histoire à Yale et spécialiste de l'histoire de la Chine, dans le New York Times et qui remet en cause l'authenticité du texte  ; parmi les critiques, Spence indique la présence des deux servantes de l'auteur « qui suggèrent un dispositif commode pour enrichir l'action de grossesses non désirées, d'avortements forcés et de plaintes stridentes […] la prééminence des thèmes sexuels, les longs débats philosophiques qui portent des traces de toutes sortes de genres et de traditions narratives ». La journaliste Melanie Phillips conteste cette position de Barrett et affirme l'authenticité du texte dans le Sunday Times du 8 octobre 1998 et un échange des positions est publié dans la revue London Review of books.
Malgré la pression croissante, David Selbourne, un Anglais résidant en Italie, continue de refuser de rendre le manuscrit original italien, dont il dit avoir fait la traduction, accessible au public, même en photocopie ; son possesseur reste anonyme et Selbourne affirme que « la provenance et les droits de propriété sur celui-ci ne sont pas clairs », arguant du désir d'anonymat de son propriétaire.
À la dernière minute, en septembre 1997, Little, Brown and Co. annule l'édition américaine, prévue pour le 3 novembre, mais publie le livre à Londres.
Roz Kaveny, dans sa critique de l'ouvrage parue le 24 octobre 1997 dans la numéro 126 du New Statesman, p. 45, note que « Par coïncidence, ce que Jacob d'Ancona n'aime pas dans la Chine du XIIIe siècle est en grande partie ce que David Selbourne n'aime pas dans la Grande-Bretagne de la fin du XXe siècle » et conclut qu'on pourrait préférer « supposer que le dilemme et le document sont des mirages, que son livre est un artifice littéraire postmoderniste ».
En décembre 1997, Bernard Wasserstein, professeur de l'Université de Londres, président du Centre d'études hébraïques et juives d'Oxford, et son frère David Wasserstein, professeur d'histoire islamique à l'Université de Tel Aviv, donnent une conférence publique, The Faking of 'The City of Light, où ils attirent l'attention sur un anachronisme : l'arrivée de Jacob d'Ancône dans un mellah (quartier réservé aux Juifs ou ghetto) du golfe Persique, alors que le terme n'a été utilisée qu'à partir du XVe siècle au Maroc.
Une traduction chinoise est publiée à Shanghai, en décembre 1999, sous la direction du professeur Li Xue Qin.

## Éditions
- The City of Light. Translated and edited by David Selbourne, Londres, Little Brown and Company, 1997, 392 p,  (ISBN 0-316-63968-0).
- La cité de lumière. Texte établi et annoté par David Selbourne, traduit de l'anglais par Pierre-Emmanuel Dauzat, Paris, Fayard, 2000, 605 p.